# 限定动词
限定動詞（英語：finite verb）是一種動詞的形式，与句子中主语的人称、数等的一致，并体现在时态上。限定动词与非限定动词（不定式、分词、动名词等）的区别在于，不限定动词不需要与主语的人称、数等语法范畴一致。
更为现代的语法定义限定动词为任何起整个句子中心作用的动词，这包括：性、人稱、數、時態、體貌、語氣和語態。在依存语法中，限定动词为獨立子句的根。
汉语因为没有屈折变化，所以不存在限定与不限定的区分。

## 示例

### 与主语的人称一致
| 语言 | 动词原型 |             |          |
| 语言 | 动词原型 | 主语的人称  | 限定动词 |
| ---- | -------- | ----------- | -------- |
| 英语 | be       | I           | am       |
| 英语 | be       | he/she/it   | is       |
| 英语 | be       | we/you/they | are      |